# Vila Pfaffenhof
Vila Pfaffenhof (lidově Fafák, Veveří) je novogotická stavba nacházející se zhruba 1 kilometr západně od Litoměřic na úpatí vrchu Radobýl.

## Historie
Vila se nachází na místě bývalé vinařské kaple svatého Mikuláše ze 14. století, která byla zrušena za vlády Josefa II. Ve 30. letech 19. století zakoupil pozemky, na kterém se dnes vila nachází, litoměřický architekt Josef Gaube. Jeho syn Ignaz Anton Gaube na nich ve 40. a 50. letech 19. století vybudoval statek Gaubehof. Pozemky od něho v 90. letech 19. století odkoupili manželé Pfaffovi, kteří si zde nechali v roce 1893 postavit vilu.

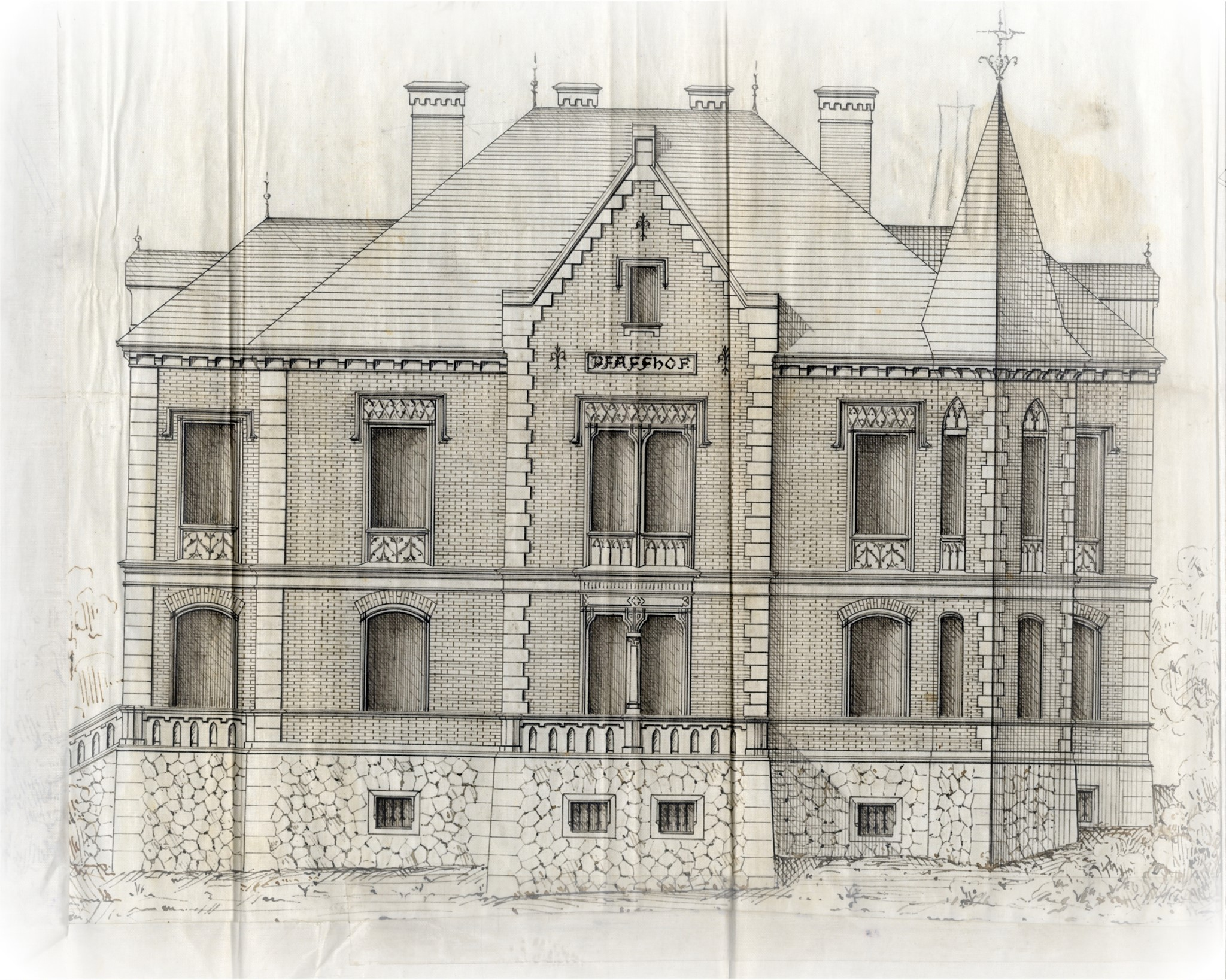
Dobový nákres vily

### Druhá světová válka
Na jaře roku 1944 začala přestavba nedalekého vápencového dolu na podzemní továrnu s označením B5-Richard. Mylně se uvádí, že SS – Führungsstab Komando B5, který spravoval přestavbu a provoz továrny, si ve vile zřídil své velitelství. Ve skutečnosti zde byli ubytovaní jen jeho příslušníci, velitelství se nacházelo u vstupu A/B do továrny Richard.

### Po druhé světové válce
Po skončení války byli majitelé vily, manželé Gieseckeovi (manželka pocházela z rodiny Pfaffových), odsunuti do Německa. Vilu následně spravoval národní správce Veverka. V roce 1948 byla vila po komunistickém převratu znárodněna. Obývána byla až do 90. let 20. století. V roce 1992 ji restituovali manželé Veverkovi, kteří ji ještě téhož roku prodali. Následně proběhl nedokončený pokus o rekonstrukci a od té doby vila chátrá.